# Cuộc thám hiểm đến Lapland

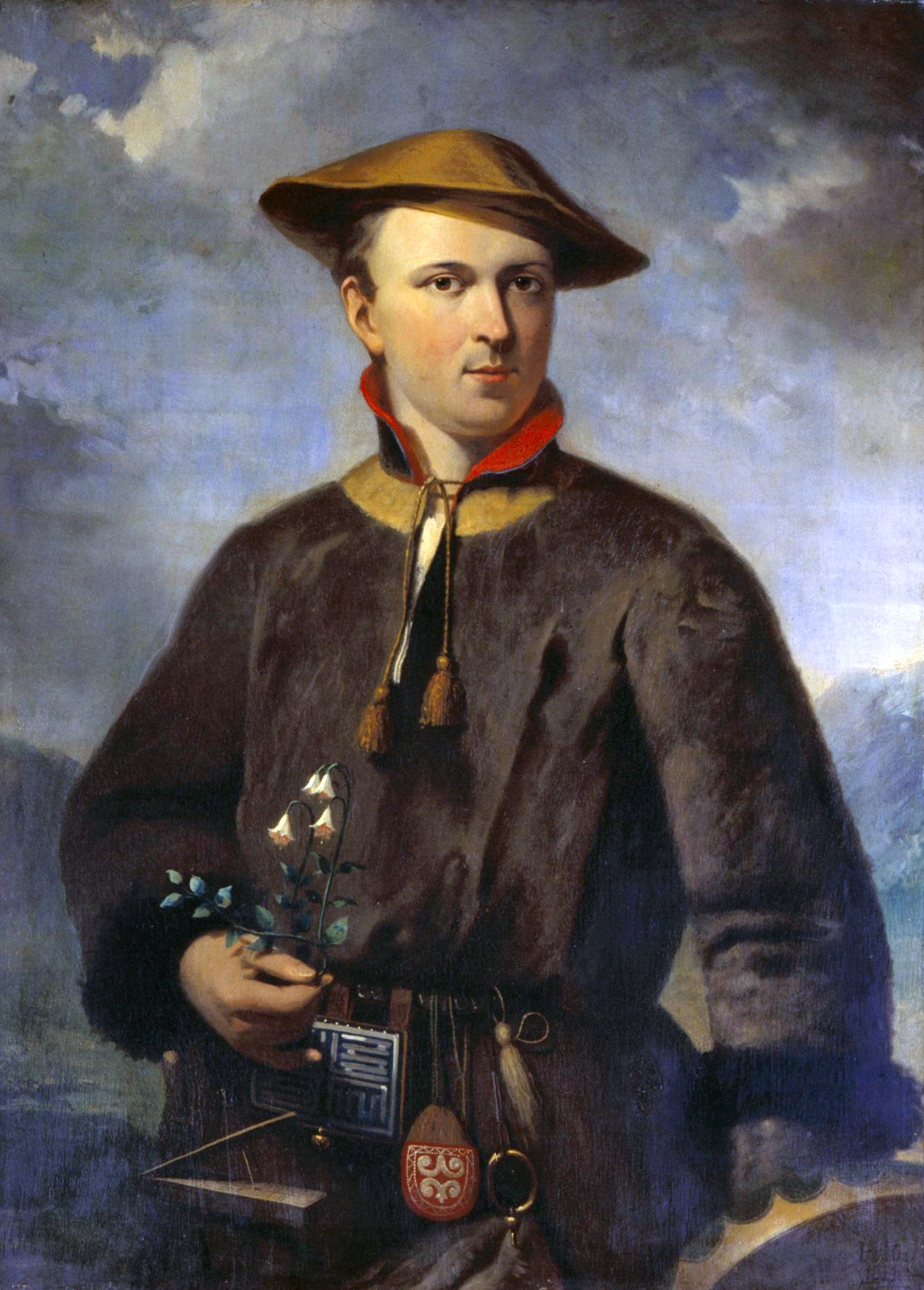
Linnaeus trong trang phục truyền thống của người Sami ở Lapland, cầm hoa đã trở thành biểu tượng cá nhân của ông.

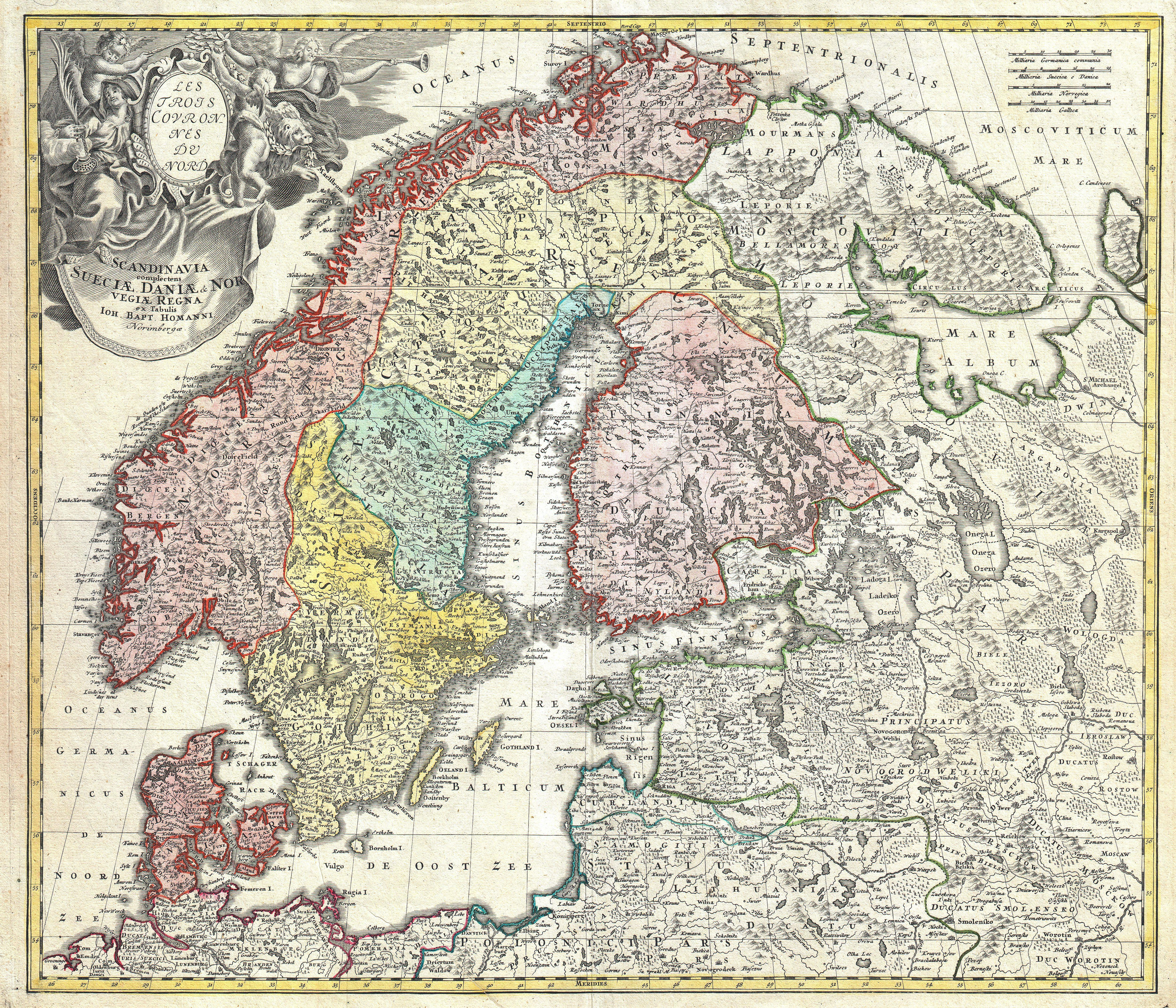
Bản đồ đương đại của Johann Homann (in năm 1730) mô tả khu vực Scandinavia của châu Âu; Lapland là khu vực màu vàng nhạt ở vùng giữa trên.

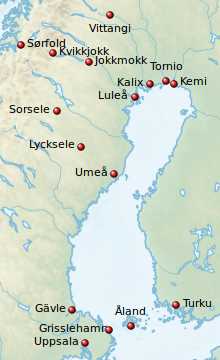
Điểm tham chiếu cho chuyến thám hiểm Lapland của Linnaeus.

Cuộc thám hiểm đến Lapland, khu vực cực bắc của Thụy Điển, do Carl Linnaeus thực hiện vào năm 1732 là một phần quan trọng trong sự nghiệp khoa học của ông.
Linnaeus khởi hành từ Uppsala và đi theo chiều kim đồng hồ quanh bờ biển Vịnh Twonia trong suốt sáu tháng, thực hiện các cuộc xâm nhập nội địa lớn từ Umeå, Luleå và Tornio. Những quan sát của ông đã trở thành nền tảng của cuốn sách của ông, Flora Lapponica (1737), trong đó những ý tưởng của Linnaeus về danh pháp và phân loại lần đầu tiên được sử dụng một cách thực tế. Linnaeus giữ một hồi ký về chuyến thám hiểm của mình, lần đầu tiên được xuất bản sau đó là bản dịch tiếng Anh có tên Lachesis Lapponica: A Tour in Lapland (1811).

## Bối cảnh
Vào tháng 4 năm 1732, Linnaeus đã được trao một khoản trợ cấp từ Hiệp hội Khoa học Hoàng gia ở Uppsala cho hành trình của mình. Olof Rudbeck the Younger, một trong những giáo sư cũ của Linnaeus tại Đại học Uppsala, đã thực hiện một chuyến thám hiểm đến Lapland vào năm 1695, nhưng kết quả khám phá chi tiết của ông đã bị mất trong một trận hỏa hoạn 7 năm sau đó. Hy vọng của Linnaeus là tìm thấy thực vật mới, động vật và các khoáng chất có giá trị. Ông cũng tò mò về phong tục của người Sami bản địa, những người du mục chăn tuần lộc, những người lang thang trên các lãnh nguyên rộng lớn của Scandinavia.

## Uppsala đến Umeå
Linnaeus bắt đầu chuyến thám hiểm từ Uppsala vào tháng 5; ông đi bộ và ngựa, mang theo hồi ký, các bản thảo thực vật học và điểu học và các tờ giấy để ép tiêu bản thực vật. Phải mất 11 ngày để đạt Umeå, qua Gävle (gần mà ông tìm thấy với số lượng lớn của Campanula serpyllifolia, sau đó được gọi là Linnaea borealis, loài hoa sẽ trở thành loài yêu thích của ông). Thỉnh thoảng ông tách khỏi đường đi để kiểm tra một bông hoa hoặc đá  và đặc biệt quan tâm đến rêu và địa y, địa y cũng là phần cơ bản chế độ ăn của tuần lộc, một loài động vật phổ biến ở Lapland.

## Lần xâm nhập nội địa đầu tiên
Từ Umeå, Linnaeus tiến về phía Lycksele, một thị trấn cách xa bờ biển hơn nhiều so với khi ông đi du lịch cho đến lúc đó, kiểm tra những con chim nước trên đường. Sau năm ngày, ông đến thị trấn và ở lại nhà của mục sư và vợ ông ta. Sau đó, ông đã cố gắng tiếp cận Sorsele nhưng phải quay lại tại một nơi gọi là Lycksmyran (" đầm lầy may mắn") do điều kiện vô cùng khó khăn. Vào đầu tháng 6, Linnaeus trở lại Umeå sau khi trải qua những ngày ở Lycksele và tìm hiểu thêm về phong tục của người Sami.

## Sách tham khảo
- Anderson, Margaret J. (1997). Carl Linnaeus: father of classification. United States: Enslow Publishers. ISBN 978-0-89490-786-9.
- Blunt, Wilfrid (2001). Linnaeus: the compleat naturalist. London: Frances Lincoln. ISBN 0-7112-1841-2. Bản gốc lưu trữ ngày 22 tháng 12 năm 2011. Truy cập ngày 15 tháng 6 năm 2019.
- Blunt, Wilfrid (2004). Linnaeus: the compleat naturalist. London: Frances Lincoln. ISBN 0-7112-2362-9.
- Broberg, Gunnar (2006). Carl Linnaeus. Stockholm: Swedish Institute. ISBN 91-520-0912-2.
- Linnaeus, Carl (1811). Lachesis Lapponica: A Tour in Lapland. Tr. James Edward Smith. London: White and Cochrane.
- Stöver, Dietrich Johann Heinrich (1794).  Joseph Trapp (biên tập). The life of Sir Charles Linnæus. London: Library of Congress. ISBN 0-19-850122-6.